# Баня (Плоче)
43°02′ пн. ш. 17°30′ сх. д. / 43.04° пн. ш. 17.50° сх. д.
Баня (хорв. Banja) — населений пункт у Хорватії, у Дубровницько-Неретванській жупанії у складі міста Плоче.

## Населення
Населення за даними перепису 2011 року становило 173 осіб.
Динаміка чисельності населення поселення: